# Oscar II (1905)
Oskar II byla pobřežní bitevní loď švédského námořnictva. Ve službě byla v letech 1907–1950. Po vyřazení byla ještě do roku 1974 využívána jako cvičný hulk. Byla to jediná pobřežní bitevní loď se třemi komíny.

## Stavba

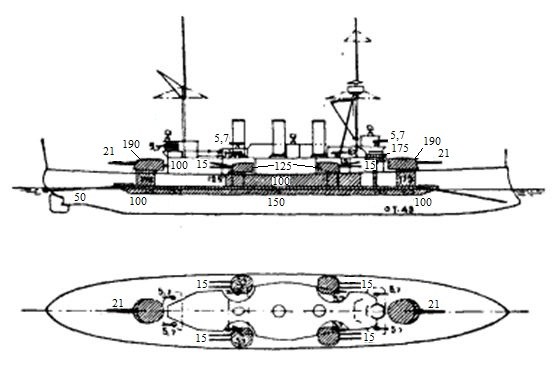
Schéma rozmístění výzbroje a pancéřové ochrany

Plavidlo postavila loděnice Lindholmen v Göteborgu. Stavba byla zahájena 29. března 1903, na vodu byla loď spuštěna 6. června 1905 a do služby přijata v dubnu 1907.

## Konstrukce

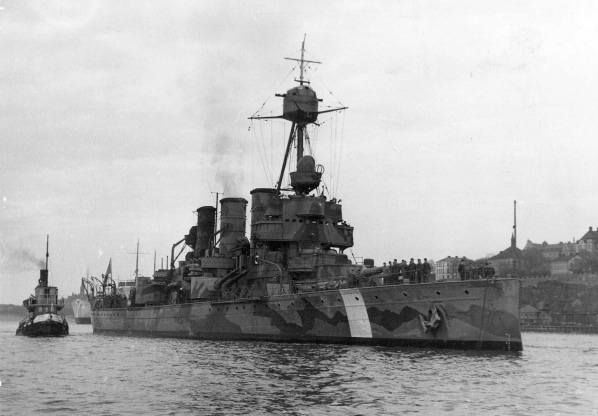
Oscar II za druhé světové války

Výzbroj tvořily dva 209mm kanóny v jednodělových věžích, dále osm 152mm kanónů ve dvoudělových věžích, deset 57mm kanónů, tři 37mm kanóny a dva 450mm torpédomety. Pohonný systém tvořilo deset kotlů Yarrow a dva parní stroje s trojnásobnou expanzí o výkonu 9400 hp, pohánějící dva lodní šrouby. Nejvyšší rychlost dosahovala 18 uzlů. Dosah byl 2950 námořních mil při rychlosti 10 uzlů.

### Modernizace
Roku 1911 byl instalován nový trojnožkový stožár. V letech 1938–1939 loď prošla modernizací. Dostala nové kotle, včetně dvou spalujících naftu. Nový byl také systém řízení palby. Odstraněny byly 57mm kanóny a torpédomety. Lehkou výzbroj posílily dva 75mm kanóny, dva 25mm kanóny a čtyři 8mm kulomety.